# 大二十面半十二面體
大二十面半十二面體是一種擬正半多面體，由20個三角形面和6個穿過整體幾何中心的十角星面組成，可以視為大截半二十面体經過刻面後的結果，最早在1881年由亞伯特·巴杜羅（Albert Badoureau）發現並描述。

## 性質
大二十面半十二面體共有26個面、60條邊和30個頂點。在其26個面中有20個正三角形面和6個穿過整體幾何中心的正十角星面，也就是說組成大二十面半十二面體的面皆為正多邊形，雖然頂點圖不是正多邊形，但每個頂點對應多面角皆全等。共有9個星形多面體具備此種性質。此外，大二十面半十二面體的凸包為截半十二面體。

## 相關多面體
大二十面半十二面體可透過將十角星面拓樸形變成十邊形面來轉變為小二十面半十二面體，因此大二十面半十二面體與小二十面半十二面體拓樸同構，可以視為同一種抽象多面體的具象化。

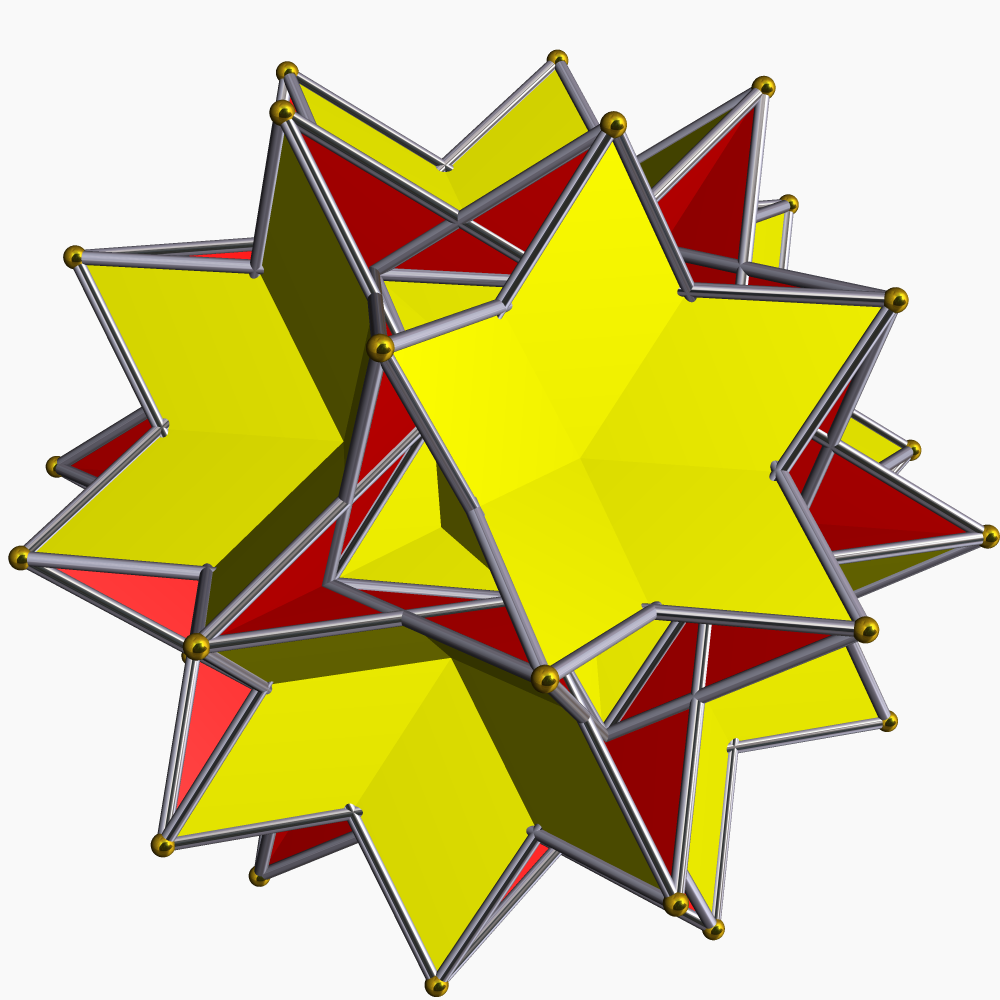
大二十面半十二面體
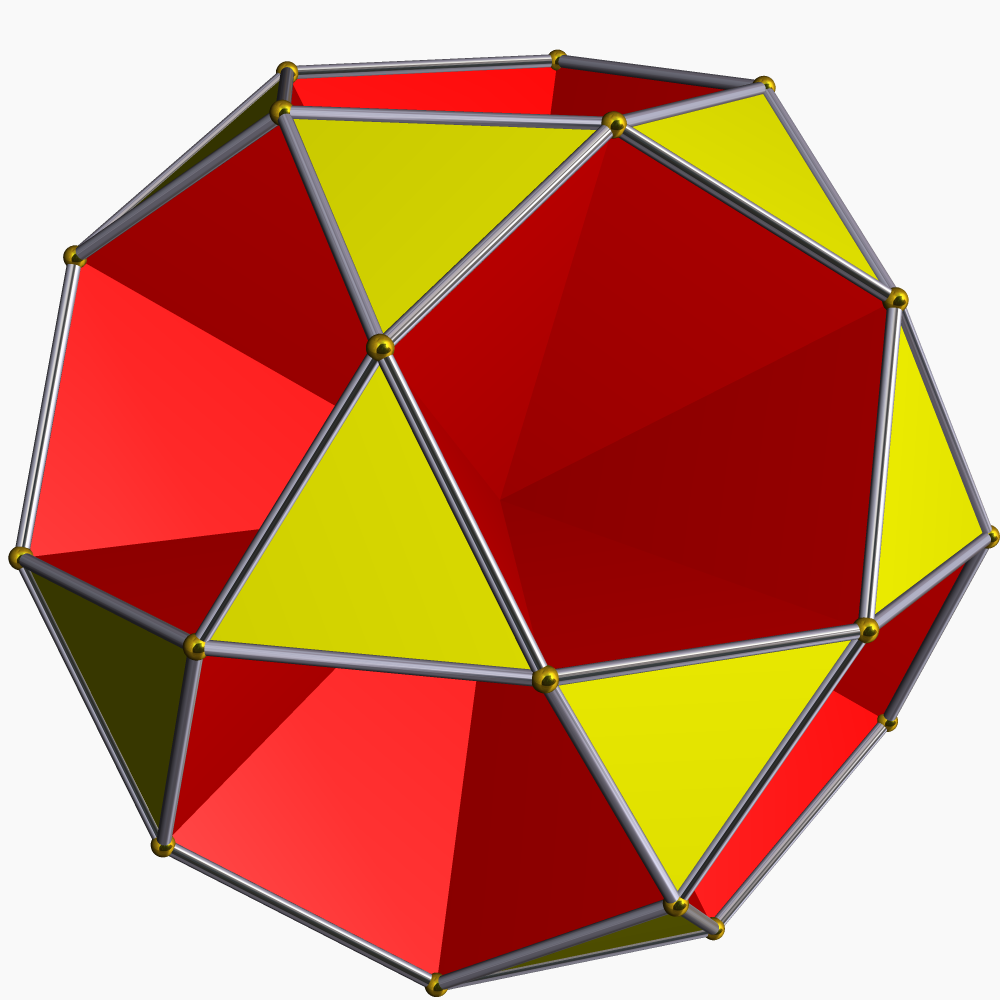
小二十面半十二面體

大二十面半十二面體與大十二面半十二面體及大截半二十面体共用相同的頂點排列方式。其中，大二十面半十二面體與大十二面半十二面體皆具有6個通過整體幾何中心的十角星面。若不通過幾何中心的面是三角形，則這個多面體是大二十面半十二面體；若不通過幾何中心的面是五角星，則這個多面體是大十二面半十二面體。特別地，大二十面半十二面體可以視為是截半的皮特里大星形十二面體（大星形十二面體的皮特里對偶）、大十二面半十二面體可以視為是截半的皮特里大二十面體（大二十面體的皮特里對偶）

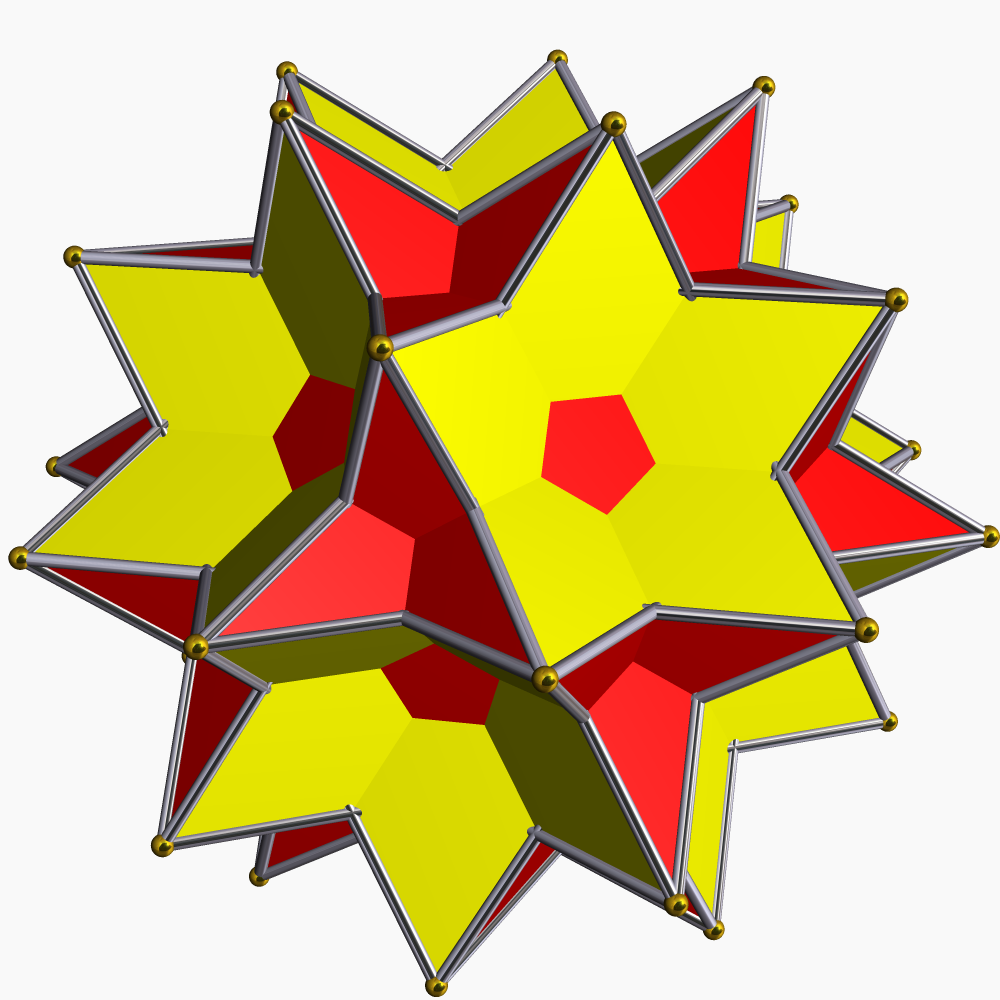
大截半二十面体
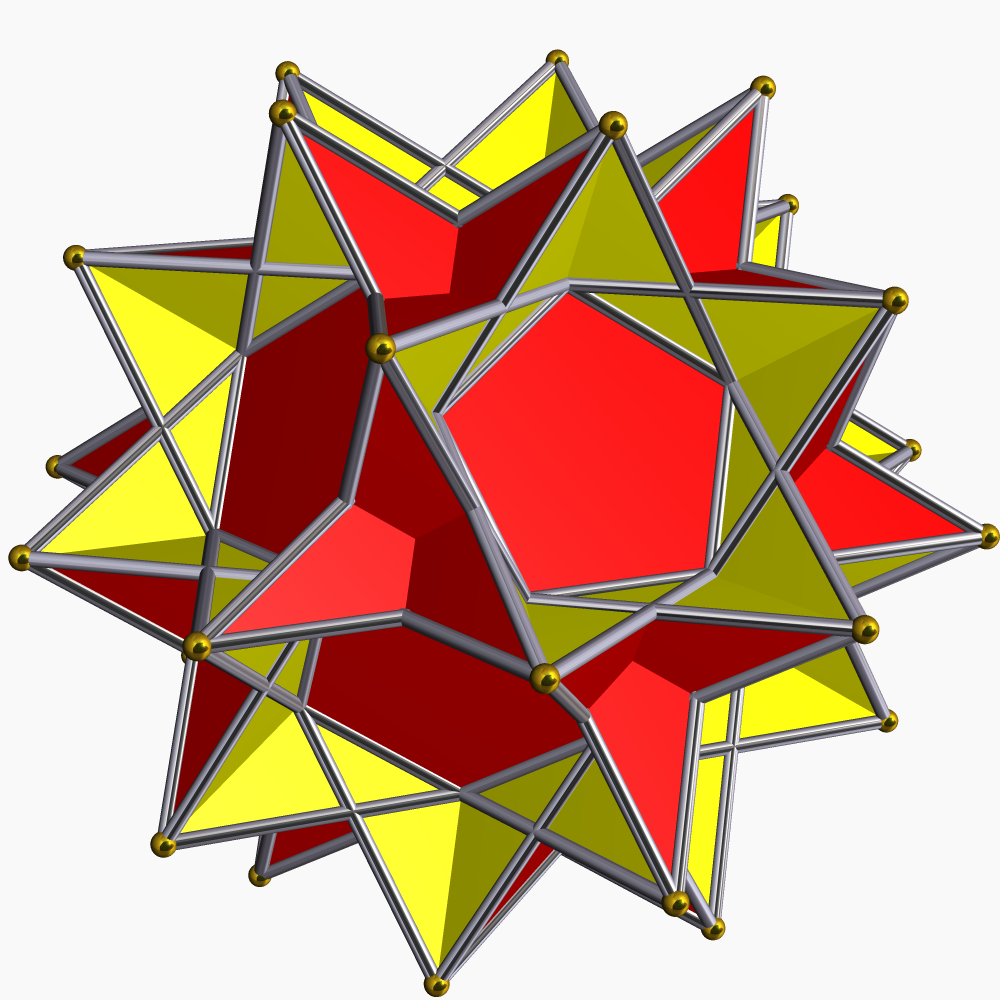
大十二面半十二面體
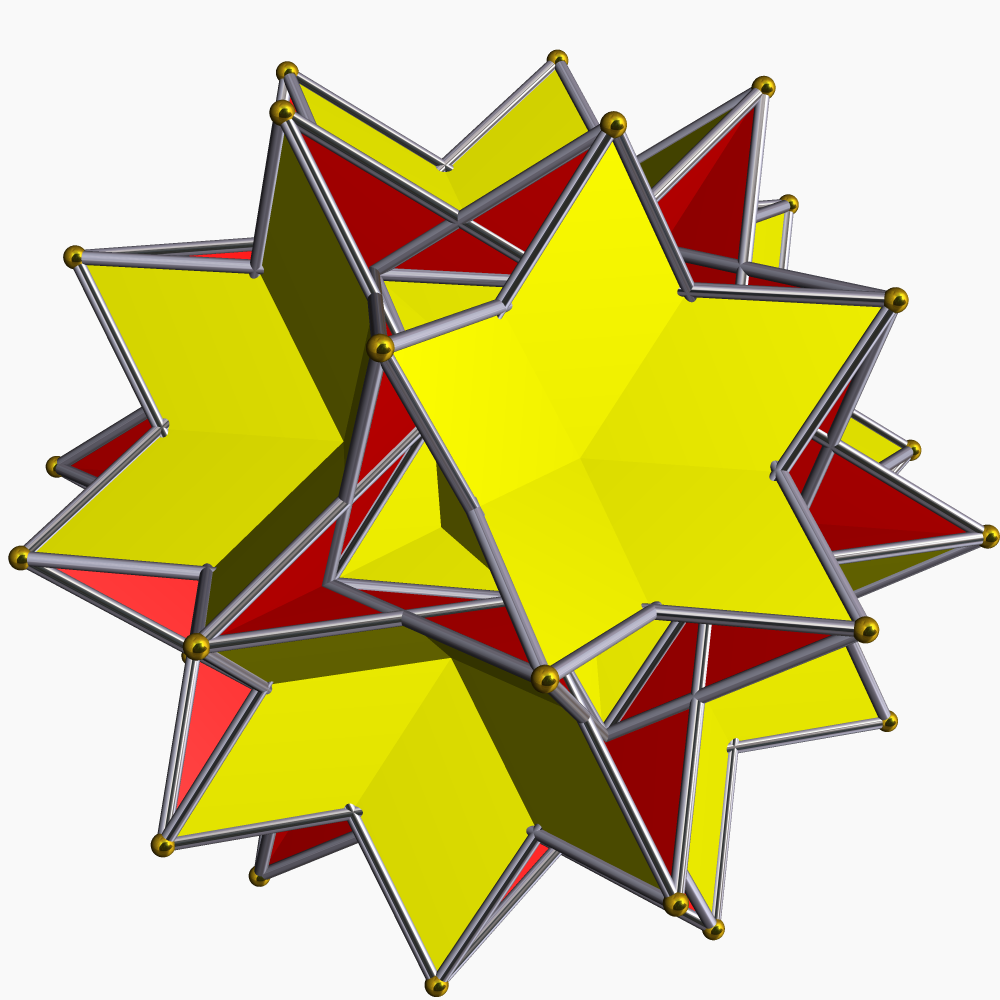
大二十面半十二面體
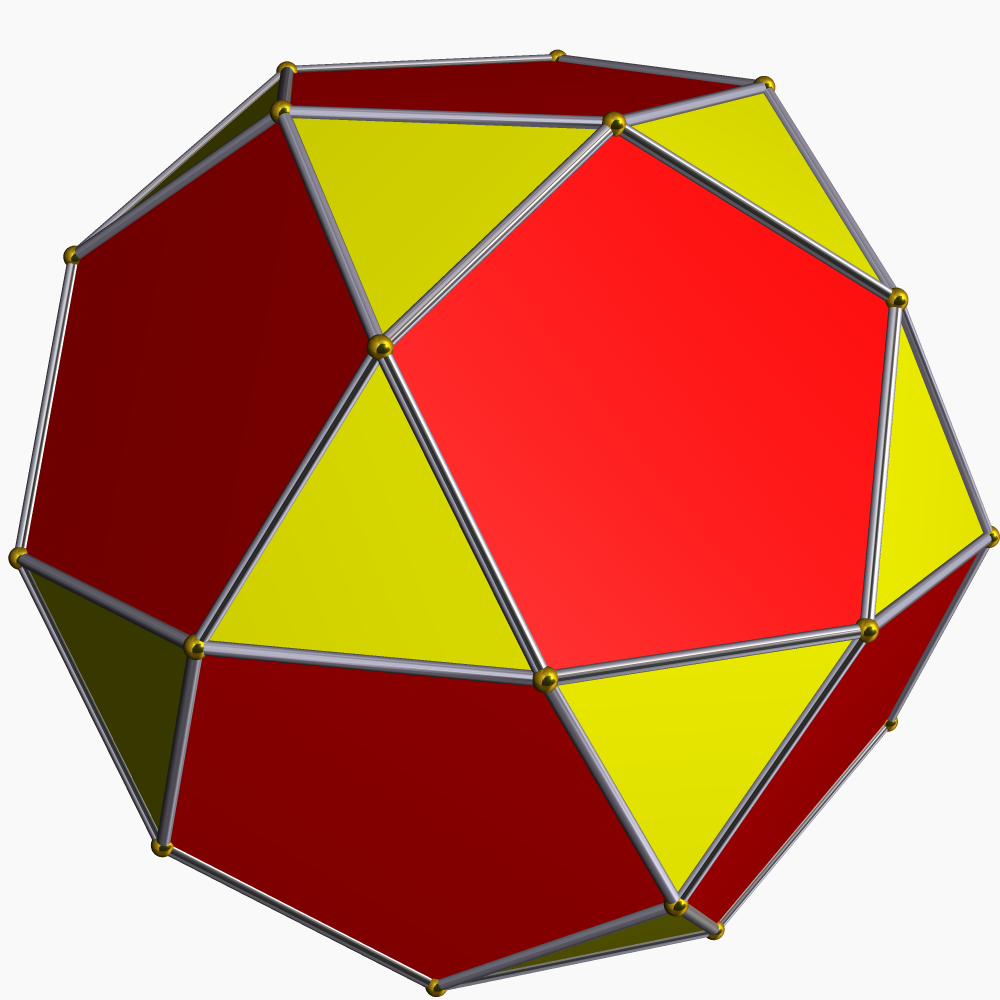
截半二十面体（凸包）

### 皮特里大星形十二面體
皮特里大星形十二面體是大星形十二面體的皮特里對偶，可以透過將原有大星形十二面體上取皮特里多邊形構成，換句話說，皮特里大星形十二面體為由大星形十二面體的皮特里多邊形構成的立體。由於大星形十二面體的皮特里多邊形為扭歪十角星，因此無法確立其封閉範圍，故無法計算其表面積和體積。

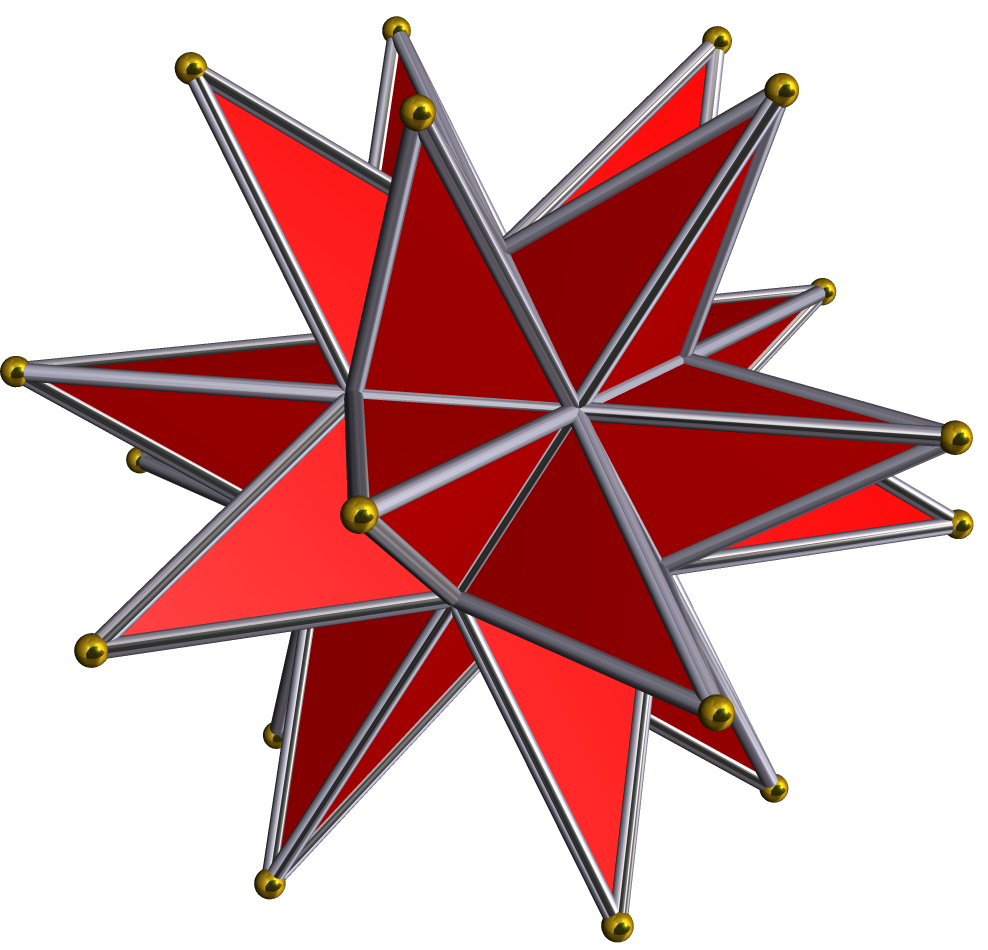
大星形十二面體
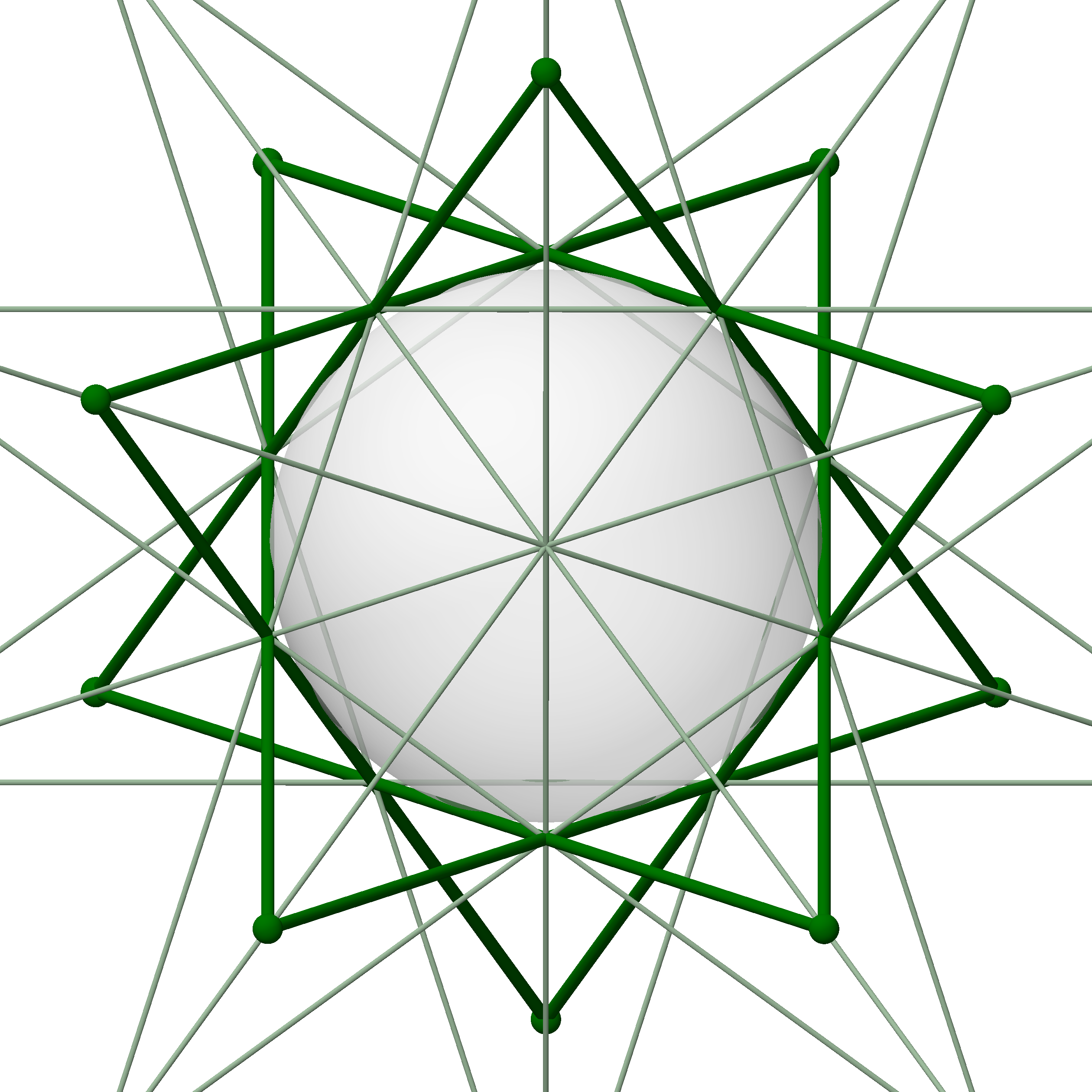
構成皮特里大星形十二面體的扭歪十角星

大星形十二面體對應的正則地區圖與正十二面體同構，因此其對應的皮特里對偶在拓樸學上也與皮特里十二面體同構，且對應的骨架圖皆為十二面體圖。
皮特里大星形十二面體、大星形十二面體、大二十面體、皮特里大二十面體的關係如下：
| {\displaystyle \left\{6,\,{\frac {5}{2}}\right\}} 皮特里大十二面體      | {\displaystyle {\ce {<->[\pi]}}} | {\displaystyle \left\{5,\,{\frac {5}{2}}\right\}} 大十二面體     | {\displaystyle {\ce {<->[\delta]}}} | {\displaystyle \left\{{\frac {5}{2}},\,5\right\}} 小星形十二面體 | {\displaystyle {\ce {<->[\pi]}}} | {\displaystyle \left\{6,\,5\right\}} 皮特里小星形十二面體                        |
|                                                                         |                                  |                                                                  |                                     | ↕{\displaystyle \varphi _{2}}                                    |                                  |                                                                                  |
| {\displaystyle \left\{{\frac {10}{3}},\,3\right\}} 皮特里大星形十二面體 | {\displaystyle {\ce {<->[\pi]}}} | {\displaystyle \left\{{\frac {5}{2}},\,3\right\}} 大星形十二面體 | {\displaystyle {\ce {<->[\delta]}}} | {\displaystyle \left\{3,\,{\frac {5}{2}}\right\}} 大二十面體     | {\displaystyle {\ce {<->[\pi]}}} | {\displaystyle \left\{{\frac {10}{3}},\,{\frac {5}{2}}\right\}} 皮特里大二十面體 |

其中，「{\displaystyle {\ce {<->[\pi]}}}」表示互為皮特里對偶；「{\displaystyle {\ce {<->[\delta]}}}」表示互為對偶多面體；「{\displaystyle {\ce {<->[\varphi]}}}」表示互為刻面變換結果。
大二十面半十二面體可以視為是連接皮特里大星形十二面體每個邊的中點構成的立體。